# Avisa z Gloucester
Avisa, zwana także Izabelą, Hawisą, Hadwisą, Joanną, Eleonorą (ur. ok. 1170, zm. 14 października 1217), córka Williama Fitz Roberta, 2. hrabiego Gloucester, i Hawise de Beaumont, córki 2. hrabiego Leicester. Pierwsza żona Jana bez Ziemi.
Została wyznaczona przez ojca na dziedziczkę hrabstwa Gloucester, jednak po jego śmierci w 1183 r. zostało ono wcielone do domeny królewskiej. Dopiero w 1186 r. tytuł hrabiowski został kreowany na nowo. Otrzymała go Avisa.
29 sierpnia 1189 r. w Marlborough Castle poślubiła Jana Plantageneta (24 grudnia 1167 – 19 października 1216), syna króla Anglii Henryka II i Eleonory, córki Wilhelma X Świętego, księcia Akwitanii. Nie wiadomo nic o ewentualnym potomstwie Jana i Avisy. Małżeństwo zostało rozwiązane z powodu zbyt bliskiego pokrewieństwa w 1199 r., tuż przed wstąpieniem Jana na tron Anglii. Jednocześnie tytuł hrabiego Gloucester, który po ślubie przeszedł na Jana, został wcielony do domeny królewskiej.
20 stycznia 1214 r. Avisa zawarła swoje drugie małżeństwo. Jej mężem został Geoffrey FitzGeoffrey, 2. hrabia Essex (zm. 23 lutego 1216), syn Geoffreya Fitz Petera, 1. hrabiego Essex, i Beatrycze, córki Wilhelma II de Say. Małżonkowie nie mieli razem dzieci.
We wrześniu 1217 r. Avisa poślubiła Huberta de Burgh, 1. hrabiego Kentu (ok. 1165 – 12 maja 1243). Zmarła miesiąc po ślubie i została pochowana w katedrze w Canterbury.
Jej postać (pod imieniem Hawisa) pojawia się w powieści historycznej Philipa Lindsaya Diabeł i król Jan. Jako "Hadwisa" pojawia się również w serialu Robin z Sherwood. Zagrała ją Patricia Hodge.